# Hymns of the 49th Parallel
Hymns of the 49th Parallel è un album in studio della cantante canadese k.d. lang, pubblicato nel 2004.
Si tratta di un disco di cover, eccezion fatta che per una rivisitazione di un brano di k.d. lang del 2000 dal titolo Simple.

## Tracce
1. After the Gold Rush (Neil Young) – 4:00
2. Simple (k.d. lang, David Piltch) – 3:02
3. Helpless (Neil Young) – 4:15
4. A Case of You (Joni Mitchell) – 5:12
5. The Valley (Jane Siberry) – 5:31
6. Hallelujah (Leonard Cohen) – 5:01
7. One Day I Walk (Bruce Cockburn) – 3:24
8. Fallen (Ron Sexsmith) – 2:56
9. Jericho (Joni Mitchell) – 3:45
10. Bird on a Wire (Leonard Cohen) – 4:28
11. Love Is Everything (Jane Siberry) – 5:43